# Pascual Chávez Villanueva
Pascual Chávez Villanueva S.D.B., é um sacerdote católico salesiano e foi Reitor-Mor da Congregação Salesiana de 3 de abril de 2002 a 24 de março de 2014, tornando-se o IX sucessor de Dom Bosco no governo da segunda maior comunidade religiosa da Igreja Católica.
Chávez foi o segundo latino-americano a ocupar o cargo máximo da dita Congregação (o primeiro foi seu antecessor imediato, João E. Vecchi, de nacionalidade argentina). Durante o XXVI Capítulo Geral dos Salesianos realizado em Roma entre fevereiro e abril de 2008 foi eleito para um segundo período de seis anos. Em 24 de março de 2014 foi sucedido por Ángel Fernández Artime.